# دهه ۰ (میلادی)

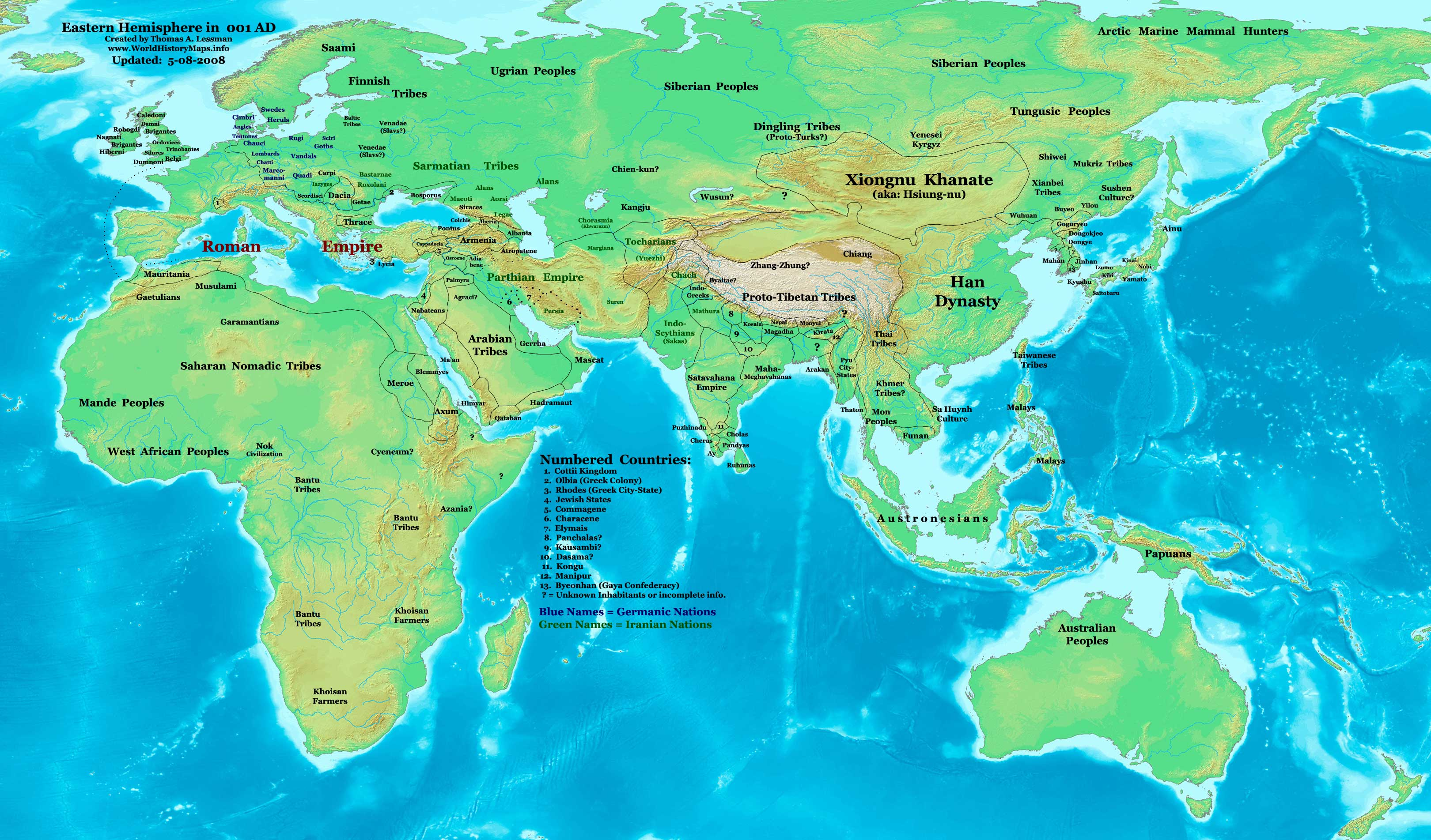
نقشه جهان در دهه اول پس از میلاد عیسی مسیح (ع)

دهه ۰ دهه اول تقویم میلادی است که از سال ۰ (میلادی) آغاز و در ۹ (میلادی) پایان یافت.

## زادگان
مهم ترین انسان متولد شده در این دهه ، عیس بن مریم ، پیامبر دین مسیحیت بود . 